# 彭登火山
彭登火山（英語：Mount Pendan）是一座位於印度尼西亞蘇門答臘明古魯省的火山，該火山類型為複式火山，海拔高度為1,631（5,351英尺）。